# فيكتور رومانوف
فيكتور رومانوف (بالروسية: Романов, Виктор Егорович) مواليد 15 سبتمبر 1937 في سانت بطرسبرغ، هو دراج روسي سابق. سبق أن شارك في دورة الألعاب الأولمبية الصيفية وفاز بميدالية أولمبية.

## الميداليات
| الميدالية | المسابقة                       |
| --------- | ------------------------------ |
| برونزية   | الألعاب الأولمبية الصيفية 1960 |

## روابط خارجية
- فيكتور رومانوف على موقع أرشيف الدراجات (الإنجليزية)
- فيكتور رومانوف على موقع أوليمبيديا (الإنجليزية)